# Prepolno
Prepolno je naseljeno mjesto u Republici Hrvatskoj u Zagrebačkoj županiji. 

## Zemljopis
Administrativno je u sastavu grada Svetog Ivana Zeline. Naselje se proteže na površini od 0,89 km². 

## Stanovništvo
Prema popisu stanovništva iz 2001. godine u Prepolnom živi 81 stanovnik i to u 23 kućanstva. Gustoća naseljenosti iznosi 91,01 st./km².
| broj stanovnika | 55    | 73    | 71    | 95    | 84    | 103   | 90    | 107   | 111   | 125   | 142   | 118   | 102   | 93    | 81    | 71    | 50    |
|                 | 1857. | 1869. | 1880. | 1890. | 1900. | 1910. | 1921. | 1931. | 1948. | 1953. | 1961. | 1971. | 1981. | 1991. | 2001. | 2011. | 2021. |

## Znamenitosti
- Crkva Sedam žalosti Blažene Djevice Marije